# Kigali Arena
Die Kigali Arena (durch Sponsoringvertrag offiziell BK Arena) ist eine Mehrzweckhalle in der ruandischen Hauptstadt Kigali. Die Spielstätte mit 10.000 Sitzplätzen ist die Heimat des Basketballclubs Armée Patriotique Rwandaise Basketball Club (APR BBC) sowie des ruandischen Basketballverbandes. Die Arena befindet sich direkt neben dem Stade Amahoro im Distrikt Gasabo.

## Geschichte
Die Kigali Arena wurde am 9. August 2019 offiziell eröffnet, nachdem die Arbeiten erst im Januar des Jahres begannen. Sie wurde für Sport, Konzerte, Messen, Ausstellungen, Tagungen und weitere Veranstaltungen erbaut. Die Kigali Arena die größte Veranstaltungshalle in Ostafrika und zählt zu den zehn größten Mehrzweckhallen Afrikas. Errichtet wurde die Arena von dem türkischen Bauunternehmen SUMMA.
Seit dem 24. Mai 2022 trägt die Mehrzweckhalle den Namen BK Arena. Der Sponsor ist die Bank of Kigali (BK), die für einen Vertrag mit dem Betreiber QA Solutions über sechs Jahre sieben Milliarden Ruanda-Franc (rund fünf Millionen Euro) zahlt.